# Tram van Trondheim

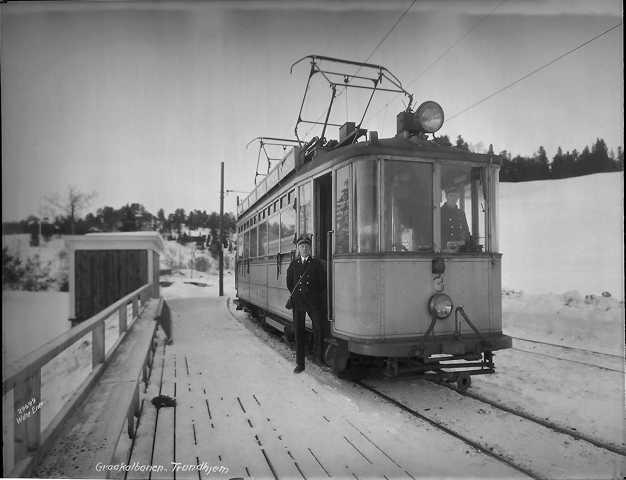
Motorwagen 3 van de Gråkallbanen; 1927.

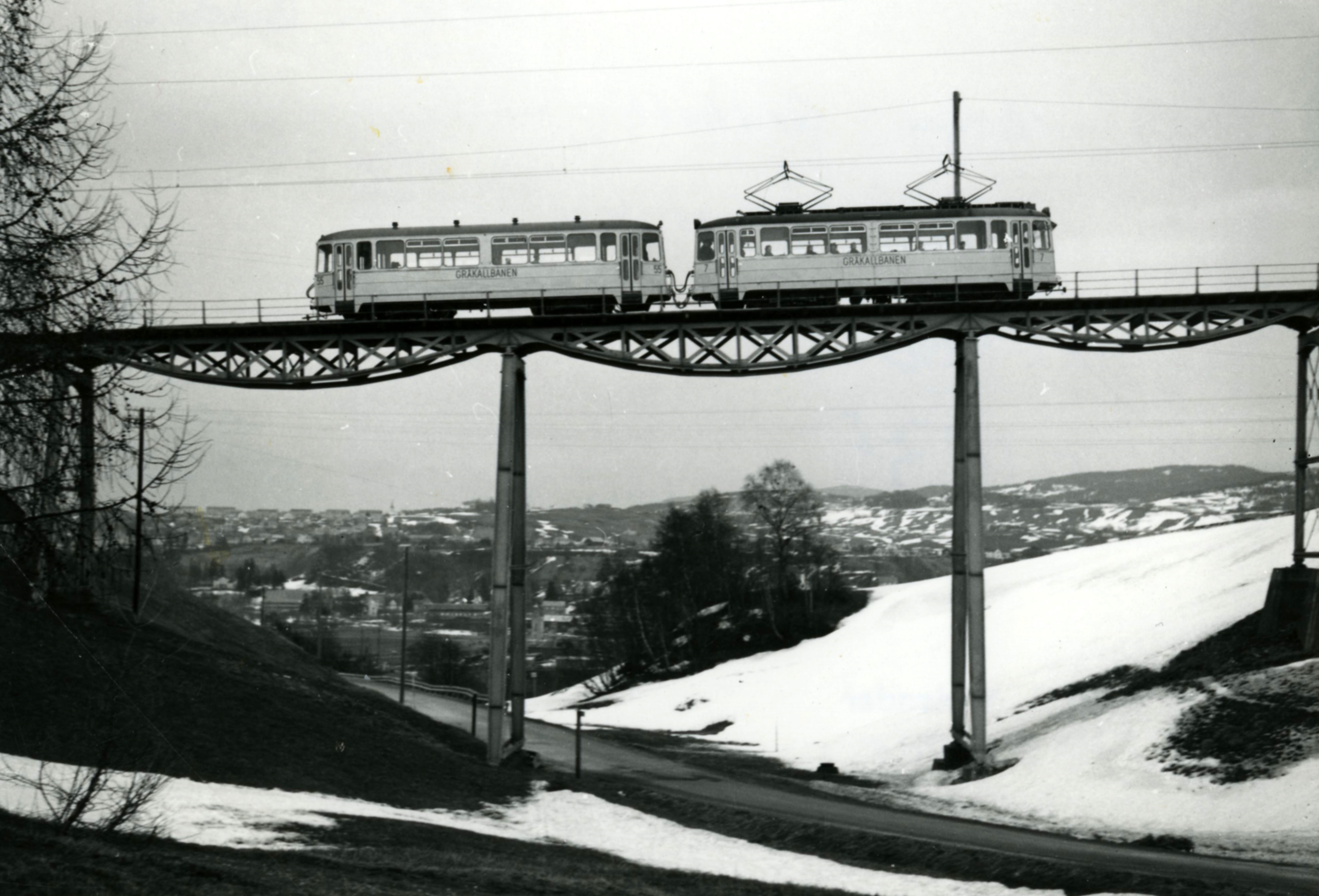
Tramstel van de Gråkallbanen op de Hoemsbrua (Hoemsbrug); 26 april 1958.

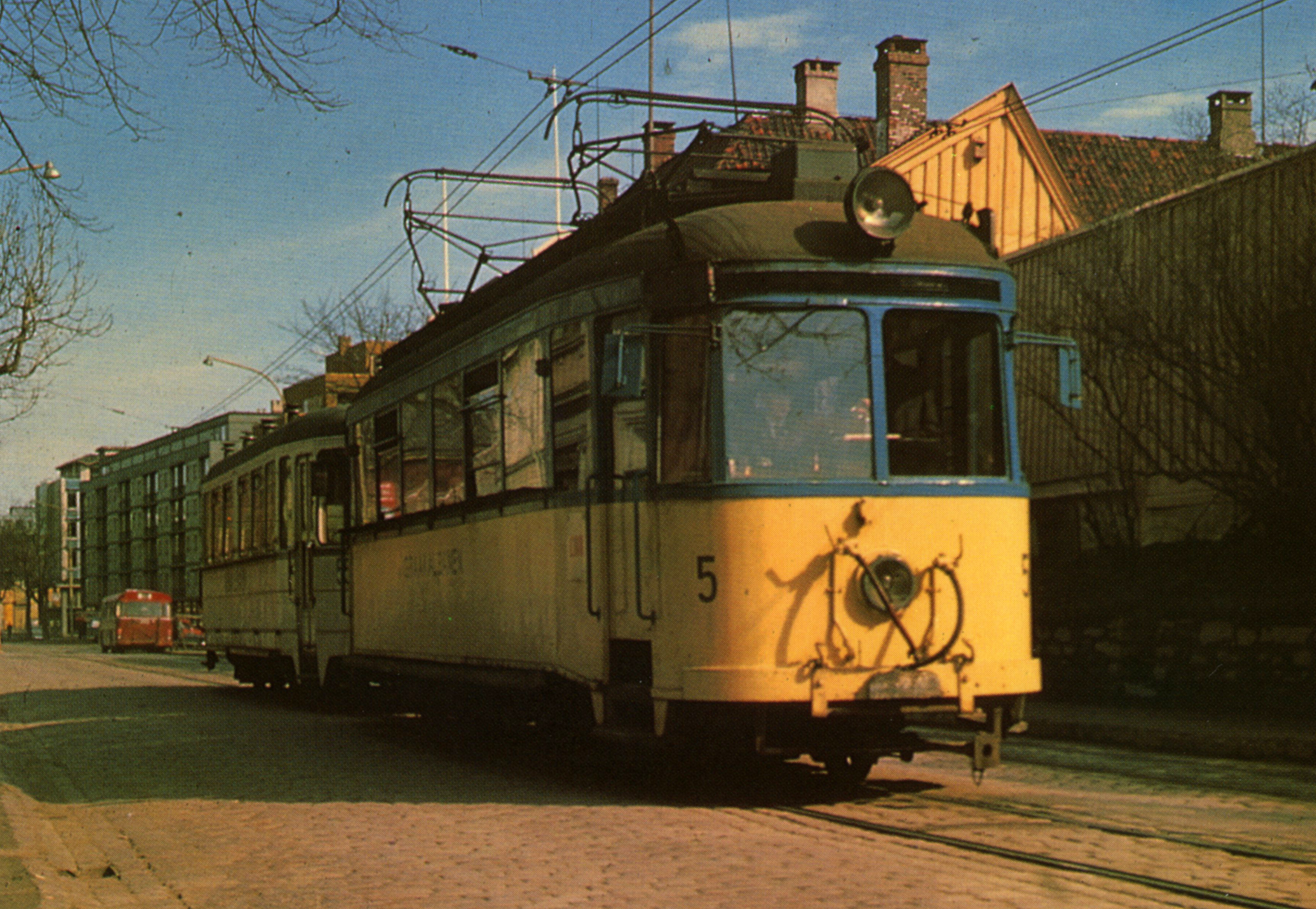
Motorwagen 5 van de Gråkallbanen op de Kongens gate; 1966.

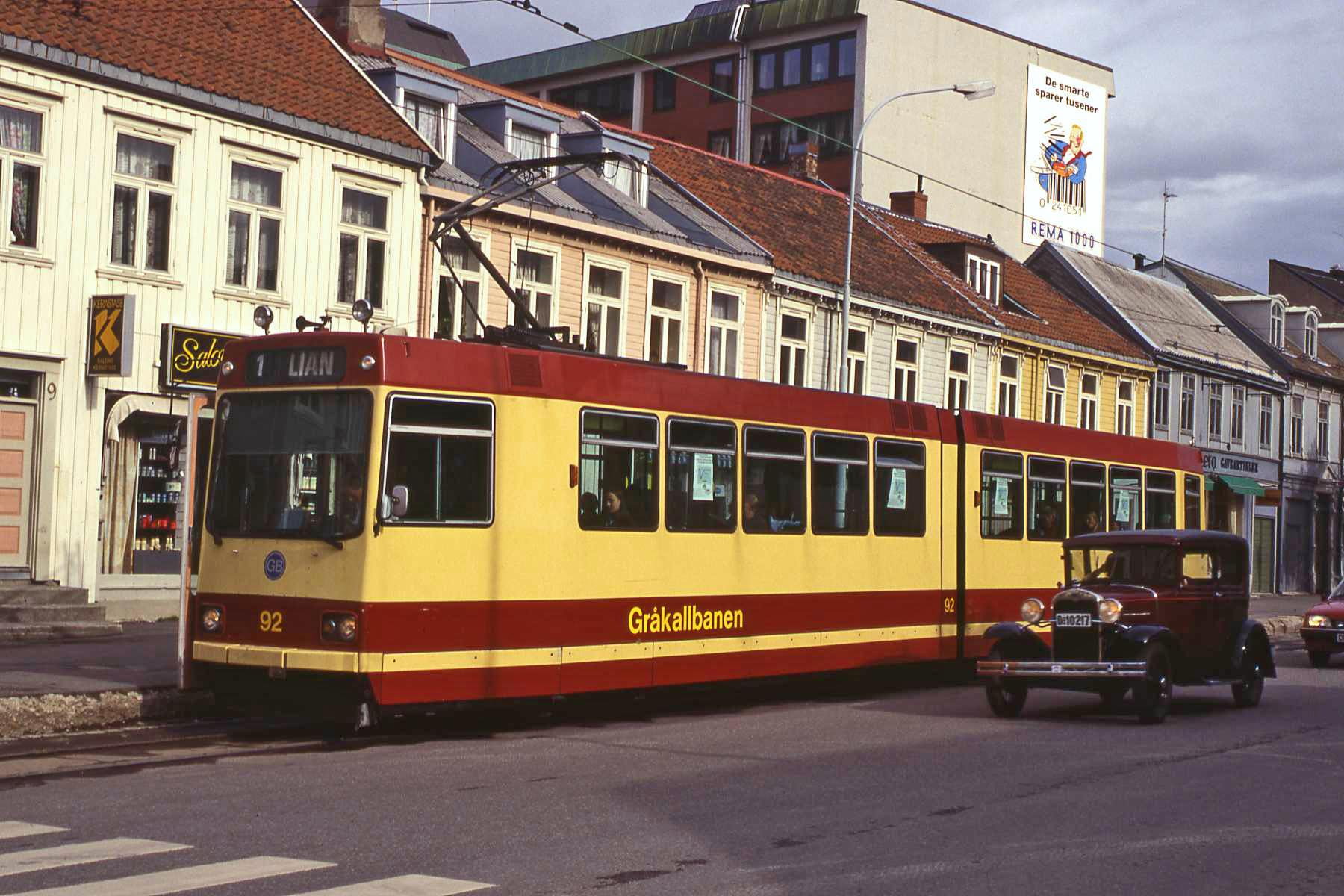
De Tram van Trondheim aan het eindpunt St. Olavs Gate; 1995. Rechts een passerende oldtimer-auto.

De Tram van Trondheim is het trambedrijf van de stad Trondheim in Noorwegen. De tram wordt geëxploiteerd door het particuliere bedrijf AS Gråkallbanen, sinds 2004 in bezit van Veolia Transport. Op 3 december 1901 reed de eerste metersporige tram in Trondheim; na diverse opheffingen bestaat er nog één lijn: de Gråkallbanen.

## Geschiedenis

### Aanvang
De eerste elektrische tramlijn in Trondheim werd geopend op 3 december 1901. Het was op dat moment de noordelijkste tram ter wereld. In tegenstelling tot de meeste andere trambedrijven had deze geen paardentram als voorganger. Wel werd de stad doorkruist door paardenomnibuslijnen. De eerste lijn had een lengte van 3,5 kilometer en was enkelsporig met enkele wisselplaatsen. Zij reed van Hjorten door de stad en langs het station naar Ilevolden en verving daarmee een van de paardenomnibuslijnen. De tram was vanaf het begin een succes. Al in 1902 werd zij door 1,6 miljoen passagiers gebruikt. Daarom werden er meer tramwagens aangeschaft en men kon vanaf 1908 dankzij een verhoging van de rijsnelheid spoedig een frequentie van 4 minuten rijden. In 1909 werd met de dubbelsporige uitbreiding van de eerste lijn begonnen. Op 6 oktober 1913 kwam er een tweede lijn bij vanaf het station naar Øya. Gelijktijdig werd de eerste lijn met 400 m van Ilevolden naar Voldsminde verlengd. Tot 1919 steeg het aantal reizigers tot 13,9 miljoen.

### Uitbreiding
Op 6 juli en 18 augustus 1921 werden op de eerste lijn keerlussen in gebruik genomen, die de omlooptijd verkortten. Op 18 juli 1924 verkreeg de stad met de particuliere Gråkallbanen er nog een tramlijn bij met een lengte van 5,7 kilometer. Omdat op deze lijn bredere trams reden, werd de afstand tussen de sporen op de hoofdlijn door de stad, die door de Gråkallbanen medegebruikt werd, daarop aangepast. In 1925 volgde een verlenging van de Gråkallbanen tot Ugla en in 1933 tot Lian. Omdat de stadstram inmiddels ook nog een lijn had aangelegd waren er nu totaal vier tramlijnen in de stad.
In 1928 werden de laatste gedeelten van de lijnen 1 en 2 volledig van een tweede spoor voorzien. In 1930 kwamen ook de geplande 2,60 m brede trams in gebruik. Bij het begin van de Tweede Wereldoorlog steeg het aantal passagiers verder en bedroeg 35,5 miljoen in 1943. Na het einde van de oorlog kwam er modernisering van het wagenpark. In 1955 werd ook lijn 3 van een keerlus voorzien. Daarmee waren alle lijnen dubbelsporig en konden op alle routes eenrichtingtrams ingezet worden.

### Neergang
Op 10 oktober 1956 ontstond er een grote brand in de tramremise. Naast talrijke gewonden waren er ook drie doden. Bovendien werden er 26 motorwagens, 16 bijwagens en een werkwagen verwoest, waardoor een groot deel van het wagenpark verloren ging. Daarbij bevonden zich, op twee exemplaren na, ook alle nieuwe trams van de laatste jaren. Dit leidde tot de eerste overwegingen om de tram door trolleybussen of autobussen te vervangen. Men besloot echter de tram te behouden. Omdat men ondanks intensieve zoektochten slechts weinig bruikbare tweedehandstrams kon vinden, gebruikte men de na de brand wat er nog overgebleven was. Dankzij de nog voorhanden oude trams kon de tram in bedrijf blijven.
In 1957 volgde nog een uitbreiding van het net. Dit bereikte in 1958 een lengte van 24 kilometer en had daarmee zijn grootste omvang gekregen. In 1961 volgde een verlegging van een trambaan in de binnenstad naar een andere straat. Met de groei van het autoverkeer gingen de tramlijnen met een steeds geringere frequentie rijden. Parallel daarmee liepen de reizigersaantallen terug.
Tussen 1958 en 1968 bereikte het trambedrijf van Trondheim zijn grootste omvang en had toen vier lijnen:
- Lijn 1: Ilevolden – Torvet – Lademoen
- Lijn 2: Elgeseter – Torvet – Lade
- Lijn 3: Singsaker – Torvet – Jernbanen
- Gråkallbanen: Lian – St. Olavs Gate

Terwijl er tot dan toe steeds winst werd gemaakt, raakte de tram in 1965 voor het eerst in de rode cijfers. Als gevolg van bezuinigingen werd op 20 november 1968 tramlijn 3 in een buslijn omgezet. De buslijn, die een gewijzigde route kreeg, werd door de reizigers niet geaccepteerd. Ook de verlegging naar de oude route bracht geen succes. Nadat men uiteindelijk de frequentie verlaagd had tot een 45 minutendienst, liepen de reizigersaantallen nog sterker terug.

### Fusie en vernieuwing
In 1974 fuseerden de stadstram, de Gråkallbanen en de buslijnen tot 'Trondheims Trafikkselskap' (TT); waarvan de betekenis is veranderd in 'Team Trafikk'. In de volgende jaren kwamen er als gevolg van onenigheid in het stadsbestuur geen verbeteringen bij de tram. Ondanks de problemen met de tram plande men in 1979 nieuwe tramwagens aan te schaffen. De volgende typen werden geselecteerd:
- BN (Charleroi / SNCV)
- LHB (GT6, Braunschweig) – uiteindelijk aangeschaft
- Strømmens Værksted (SL79, Oslo)
- Duewag (Stadtbahnwagen type M)
- SIG Holding (VBZ Be 4/6 Tram 2000, Tram van Zürich)
- Valmet (zesassige wagen gebouwd voor de Tram van Helsinki, bredere wagen)
- Waggon Union (ST10 / ST11, Tram van Darmstadt)
- ČKD Tatra (T5A5)

In de jaren tachtig werd uiteindelijk tramlijn 1 gemoderniseerd waarbij elf nieuwe enkelgelede trams van het type LHB werden aangeschaft, serie 1-11 met even brede wagenbakken als bij normaalspoor. Het meeste oude materieel ging buiten dienst en op 11 juni 1983 werd tramlijn 2 opgeheven. Ondanks de gedane investeringen reed lijn 1 op 13 juni 1988 voor het laatst mede door de gebleken storingsgevoeligheid van het nieuwe LHB materieel bij sneeuw en vorst. Er waren problemen met de verkoop van de oude trams. Er werd geprobeerd deze naar Caïro, Oslo of naar Senegal te verkopen, maar als gevolg van de grote wagenbreedte ten opzichte van het smalspoor echter zonder succes. De wagens mochten echter omdat ze nog bij lange na niet waren afgeschreven niet worden gesloopt en werden in plastic ingepakt en opgeborgen in een loods.

### Nieuwe start
Het stadsbestuur besloot voor de enige nog aanwezige tramlijn een particulier vervoerbedrijf, de op 14 oktober 1989 opgerichte AS Gråkallbanen, het trambedrijf vanaf 1 januari 1990 over te laten nemen voor een periode van twee jaar. De TT probeerde dit te verhinderen. Zo werden de nog aanwezige tramwagens op korte termijn aan een Deense schroothandelaar verkocht. Dit op 31 december 1989 ondertekende contract werd door het stadsbestuur echter ontbonden. Uit voorzorg had men al contact opgenomen met de Stuttgarter Straßenbahnen AG, om zo nodig gebruikte tweedehandstrams te kunnen overnemen.
Op 18 augustus 1990 werd het trambedrijf weer opgestart. De tram maakte echter nog verlies en moest door de provincie Sør-Trøndelag financieel worden ondersteund. In 2001 besloot het stadsbestuur de financiering weer in eigen handen te nemen, nadat de provincie het geld voor een nieuwbouwlijn naar Munkvoll geblokkeerd had.
Het lijnennet bestaat slechts uit één lijn op de route: St. Olavsgate – Sentrum – Munkvoll – Lian.

Geplande verlenging naar Brundalen.

In maart 2006 lanceerde de Gråkallbanen het voorstel om de tramlijn via de haven naar de nieuwe halte 'Pirterminalen' te verlengen. Op het plan werd door alle politieke partijen positief gereageerd. Het stadsbestuur besloot echter niet het gehele project te gaan uitvoeren. Er werd een verlenging van het eindpunt St. Olavs gate naar Prinsenkrysset (Prinsenkruising) besloten. Er was gepland om begin 2010 met de bouw van deze verlenging te starten, dan zou ook de nieuwe buitenring Nordre Avlastningsveg gebouwd worden.
Zover is het niet gekomen. In de zomer van 2010 heeft het bureau Rambøll een onderzoek gepubliceerd dat tot de conclusie kwam dat een sneltramlijn in Trondheim niet rendabel zou zijn. Alleen een tunnel naar Valentinlyst zou rendabel zijn. Op 19 mei 2011 heeft het stadsbestuur opdracht gegeven voor een nieuwe studie die de kansen voor een nieuwe sneltramlijn door zo'n tunnel en verder naar Brundalen / Dragvoll alsmede de aanpassing van de bestaande infrastructuur zou onderzoeken. De studie zou op 16 maart 2012 gepubliceerd worden.

## Foto's tramhistorie Trondheim

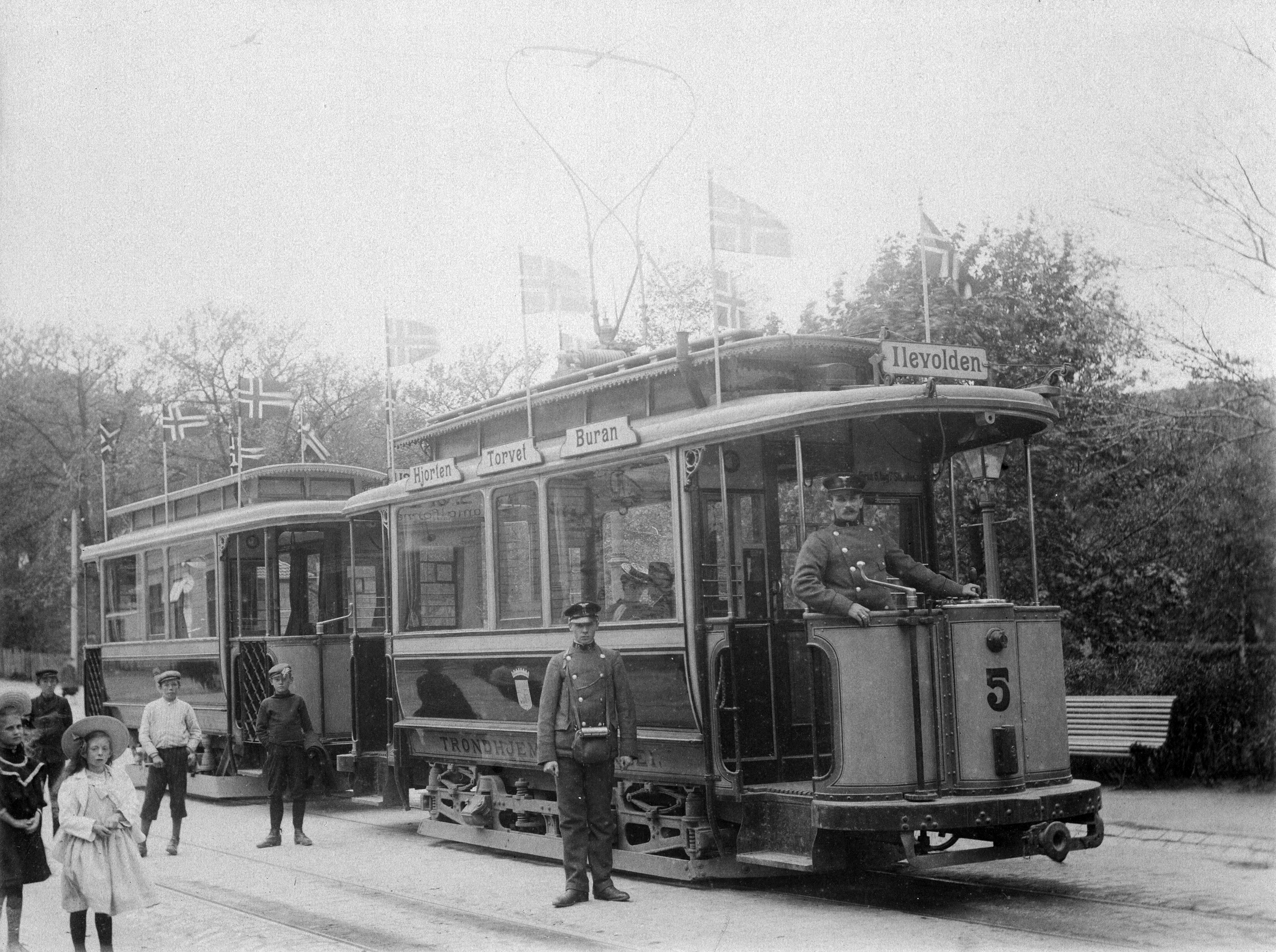
Tramstel uit de begintijd van de tram in Trondheim; circa 1902.
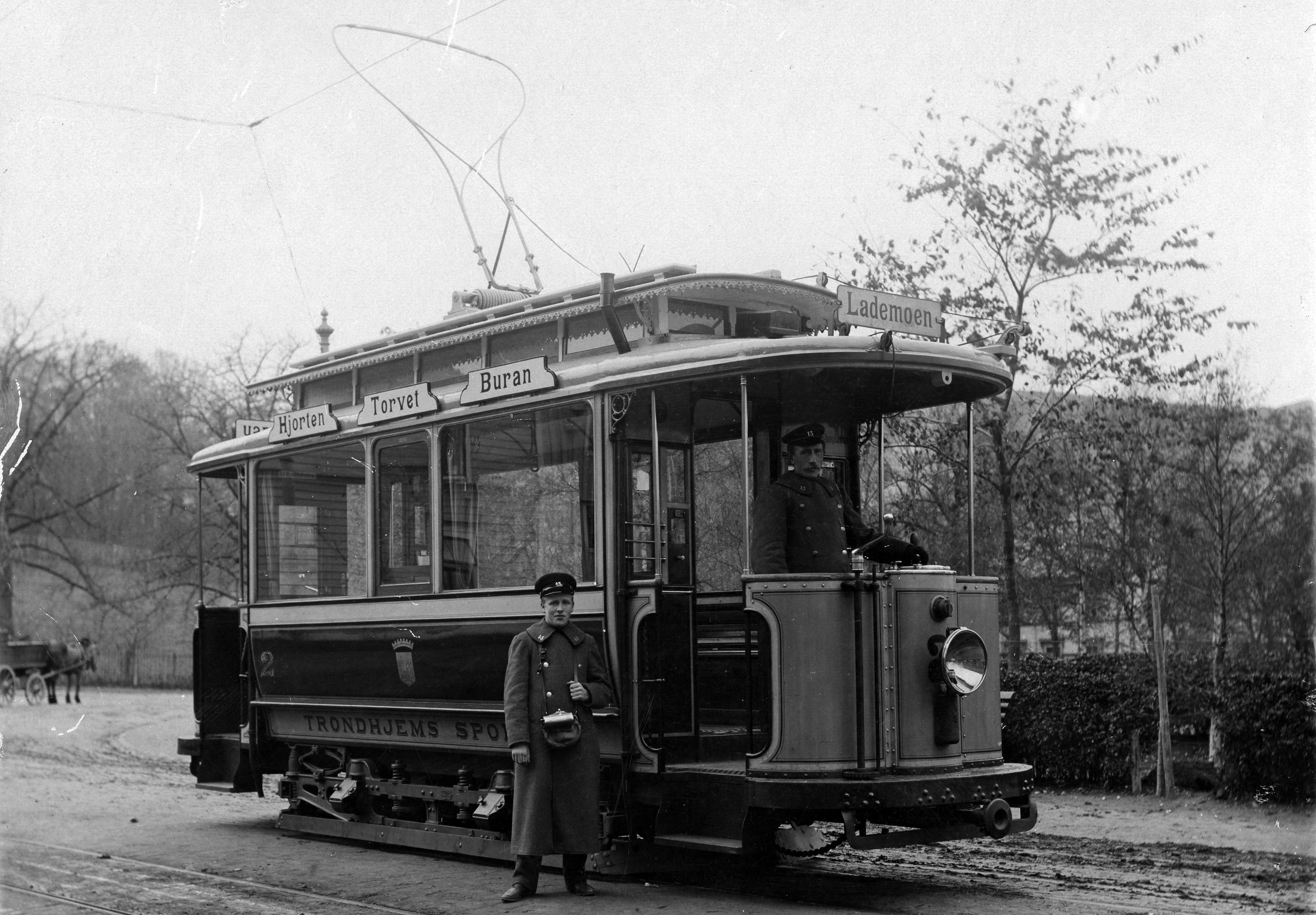
Motorwagen 2 te Ilevolden; 1902.
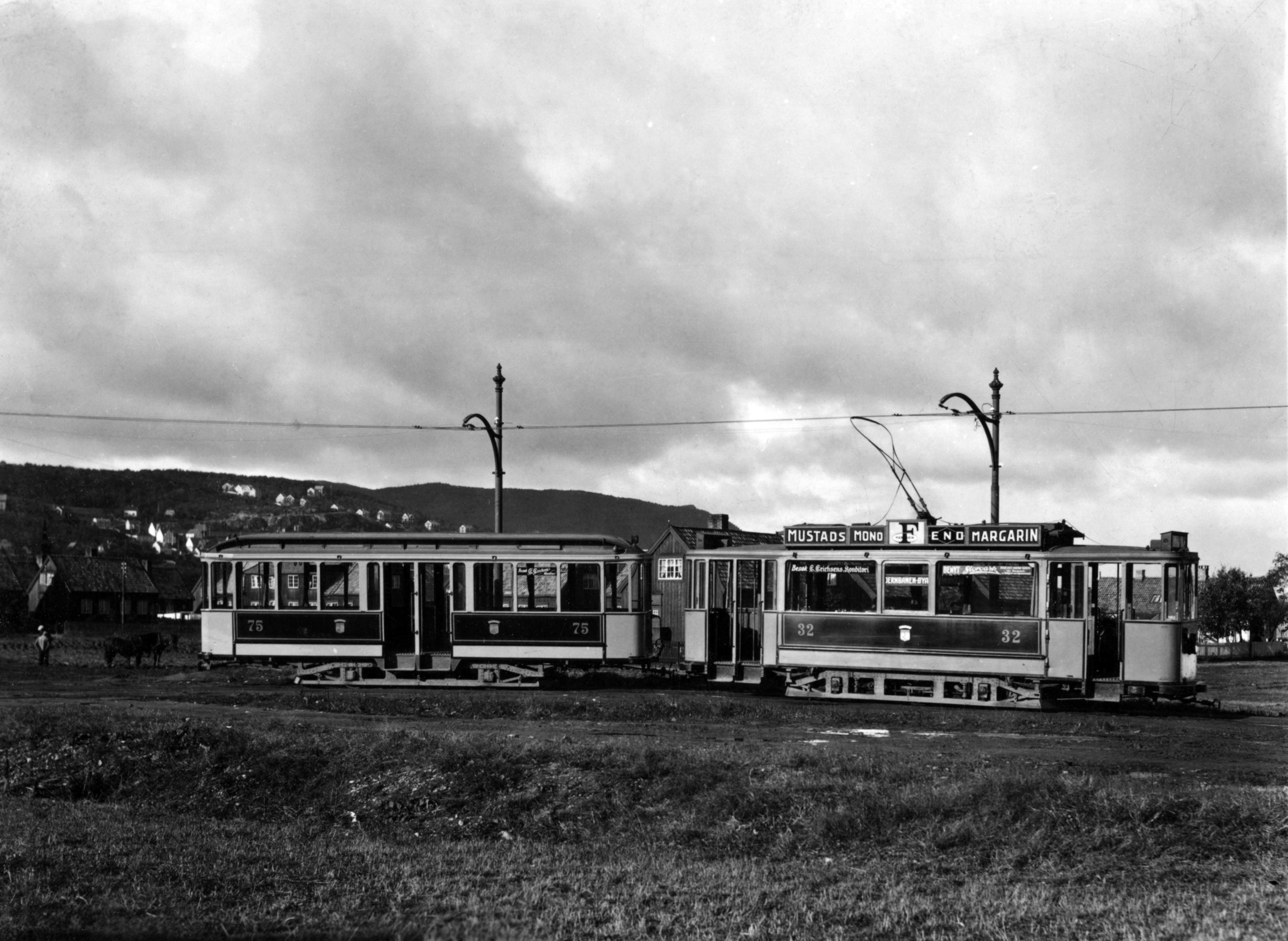
Tramstel geleverd door de Hannoversche Waggonfabrik; 1921.
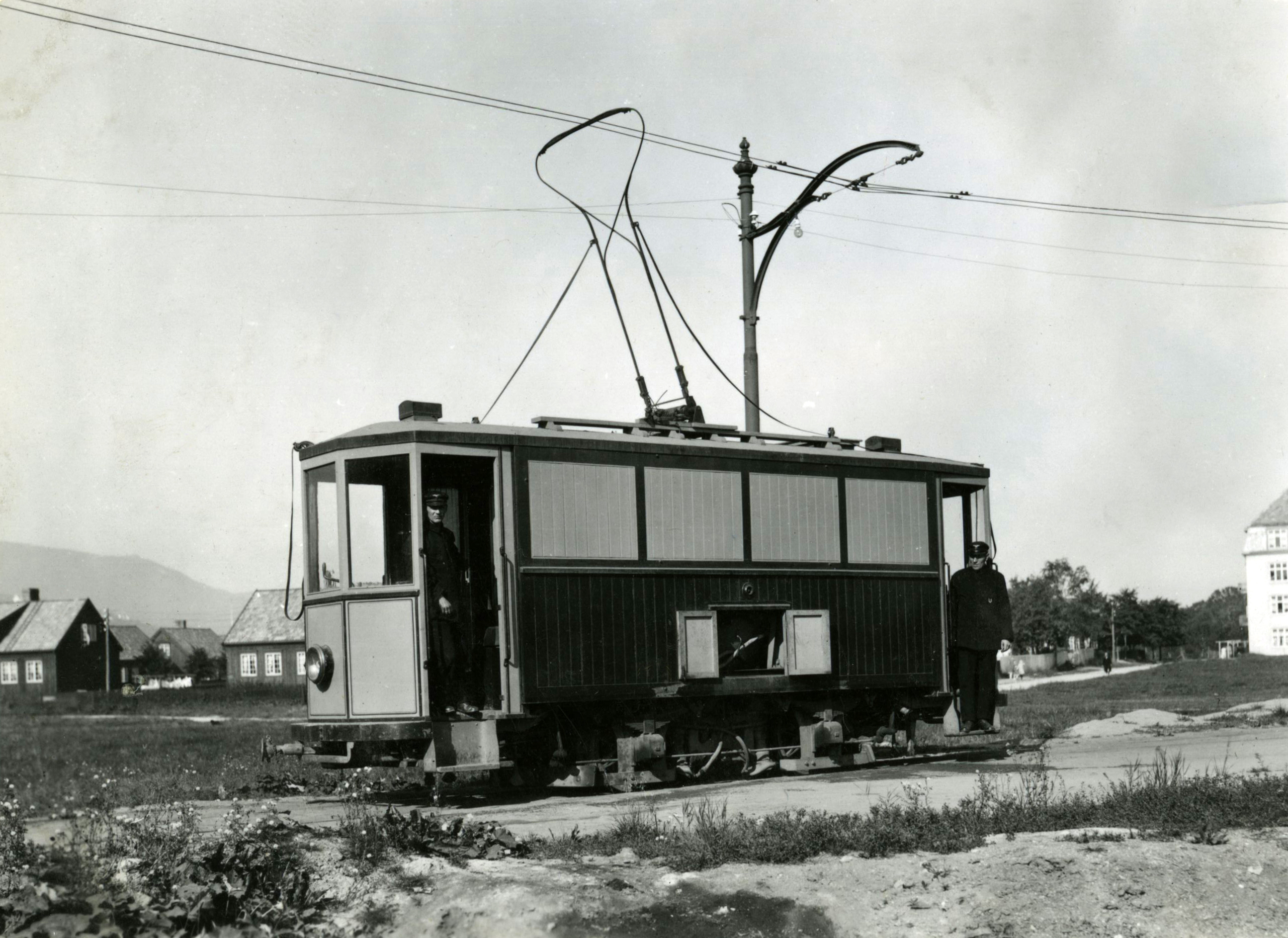
Railreiniger geleverd door Schörling; 1923.
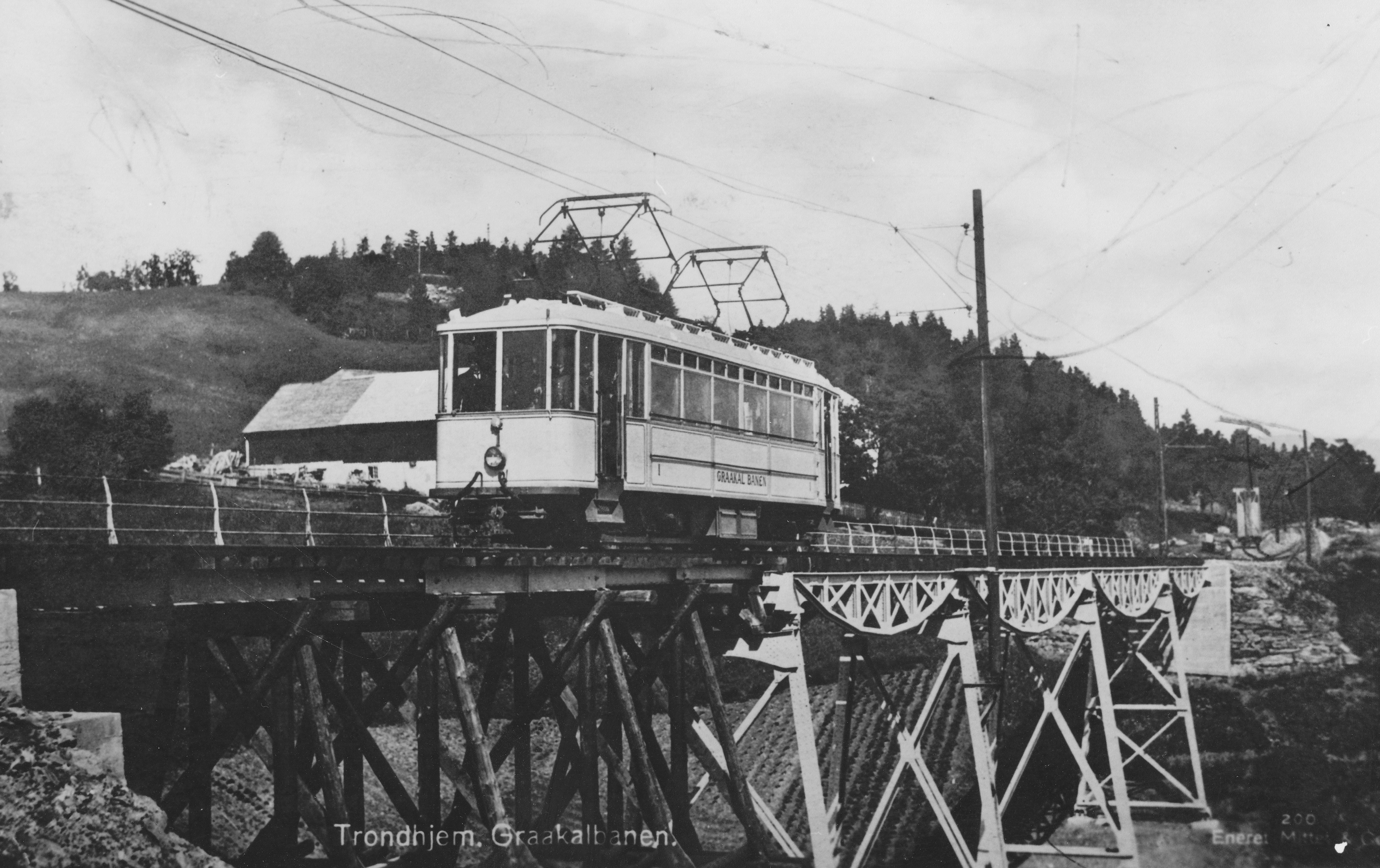
Motorwagen 1 van de Graakallbanen op de Hoemsbrua (Hoemsbrug); tussen 1924 en 1930.
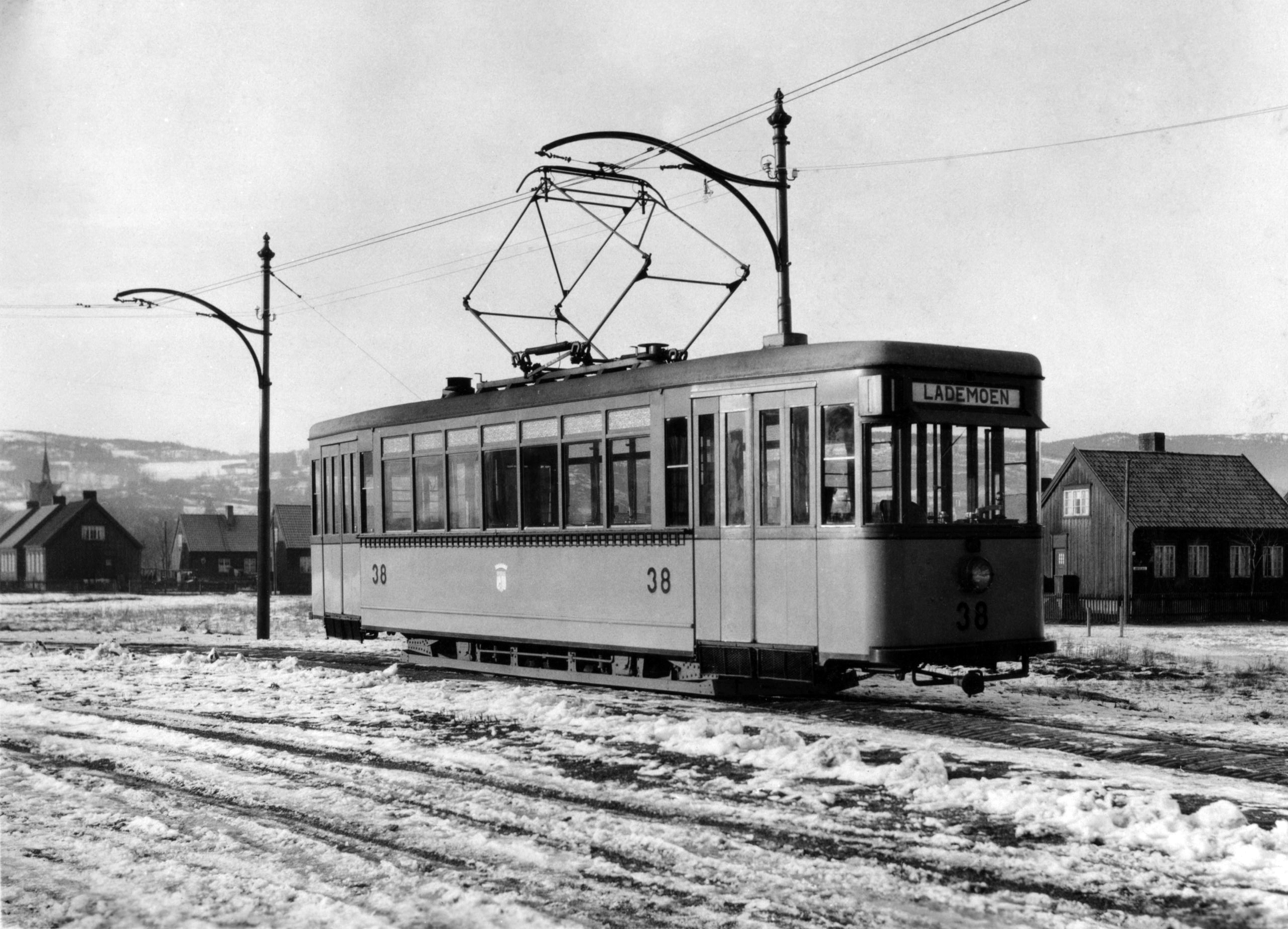
Motorwagen 38, geleverd door de Strømmens Værksted; 1930.
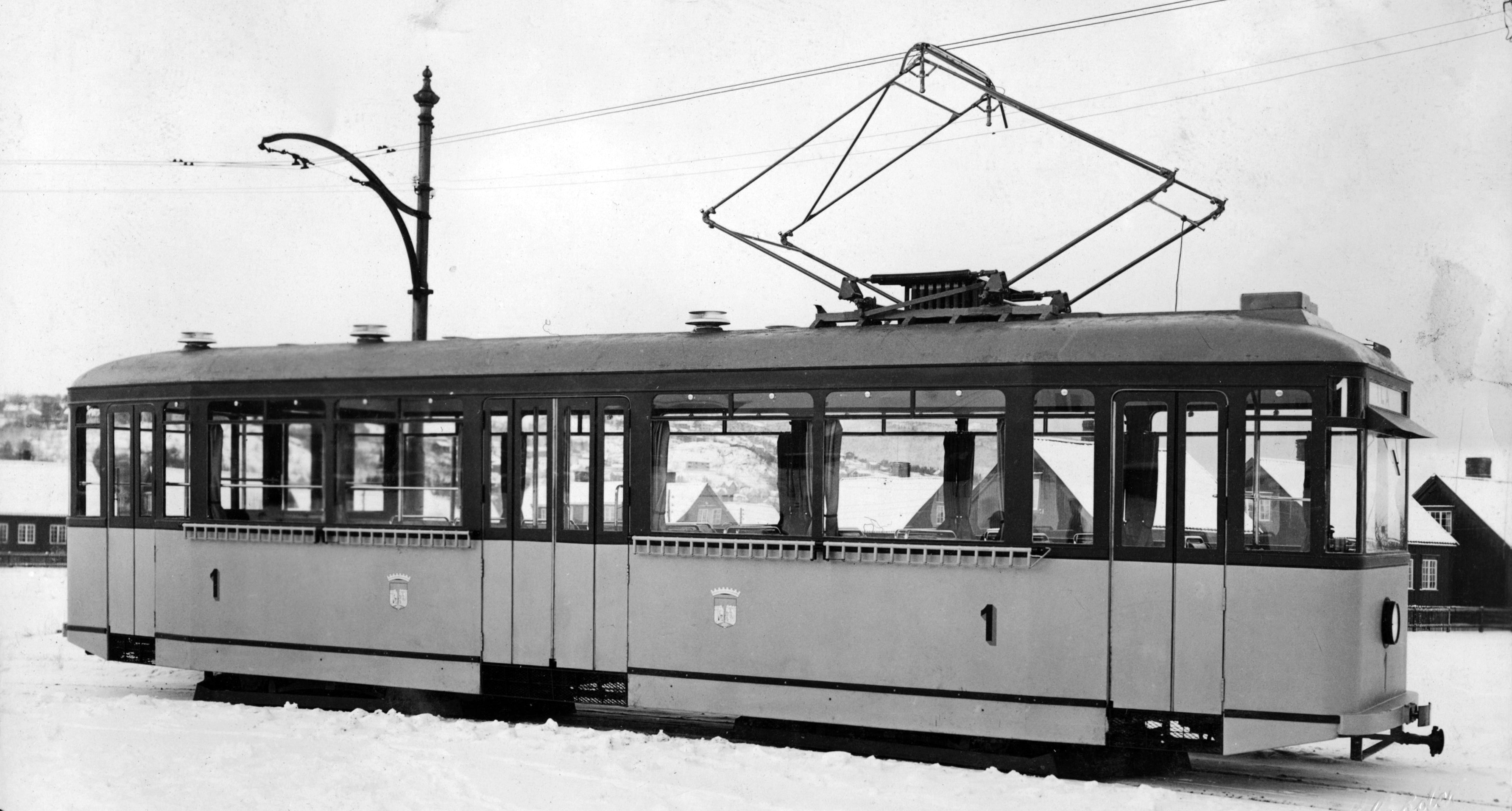
Motorwagen 1, geleverd door de Skabo Jernbanevognfabrikk; 1938.
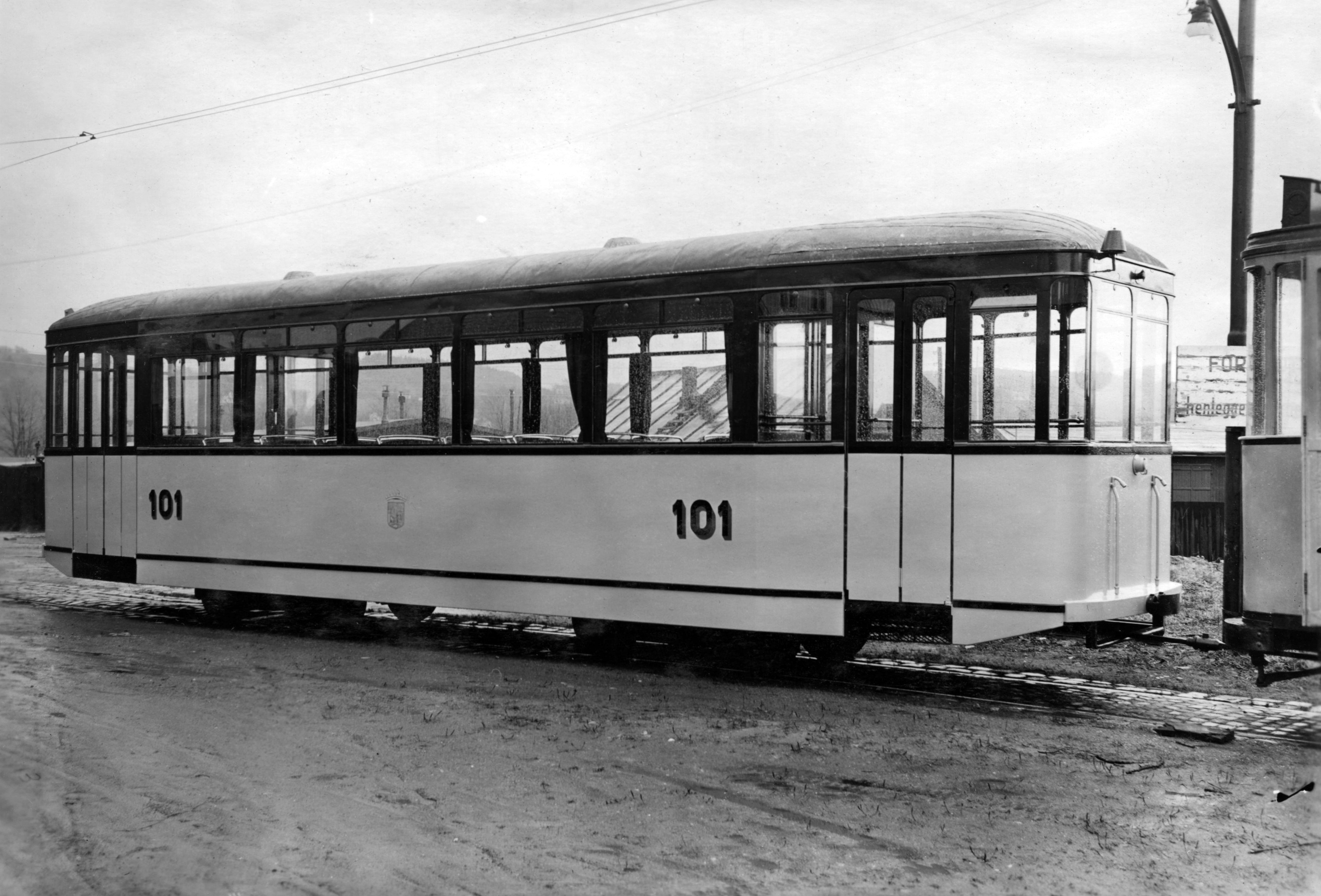
Bijwagen 101, geleverd door de Skabo Jernbanevognfabrikk; oktober 1942.
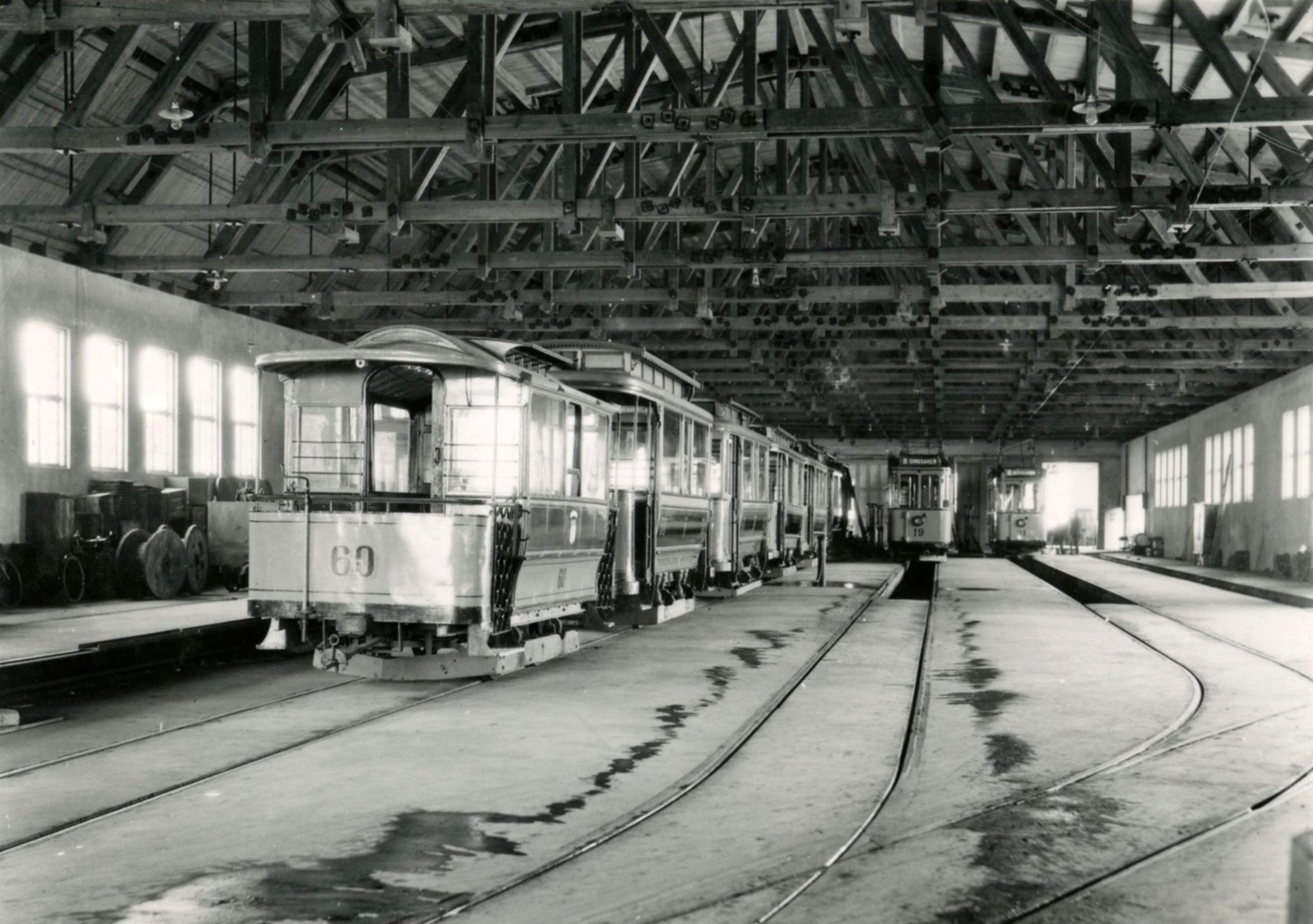
Interieur van de oude tramremise Dalsenget, die op 10 oktober 1956 is afgebrand; jaren twintig.
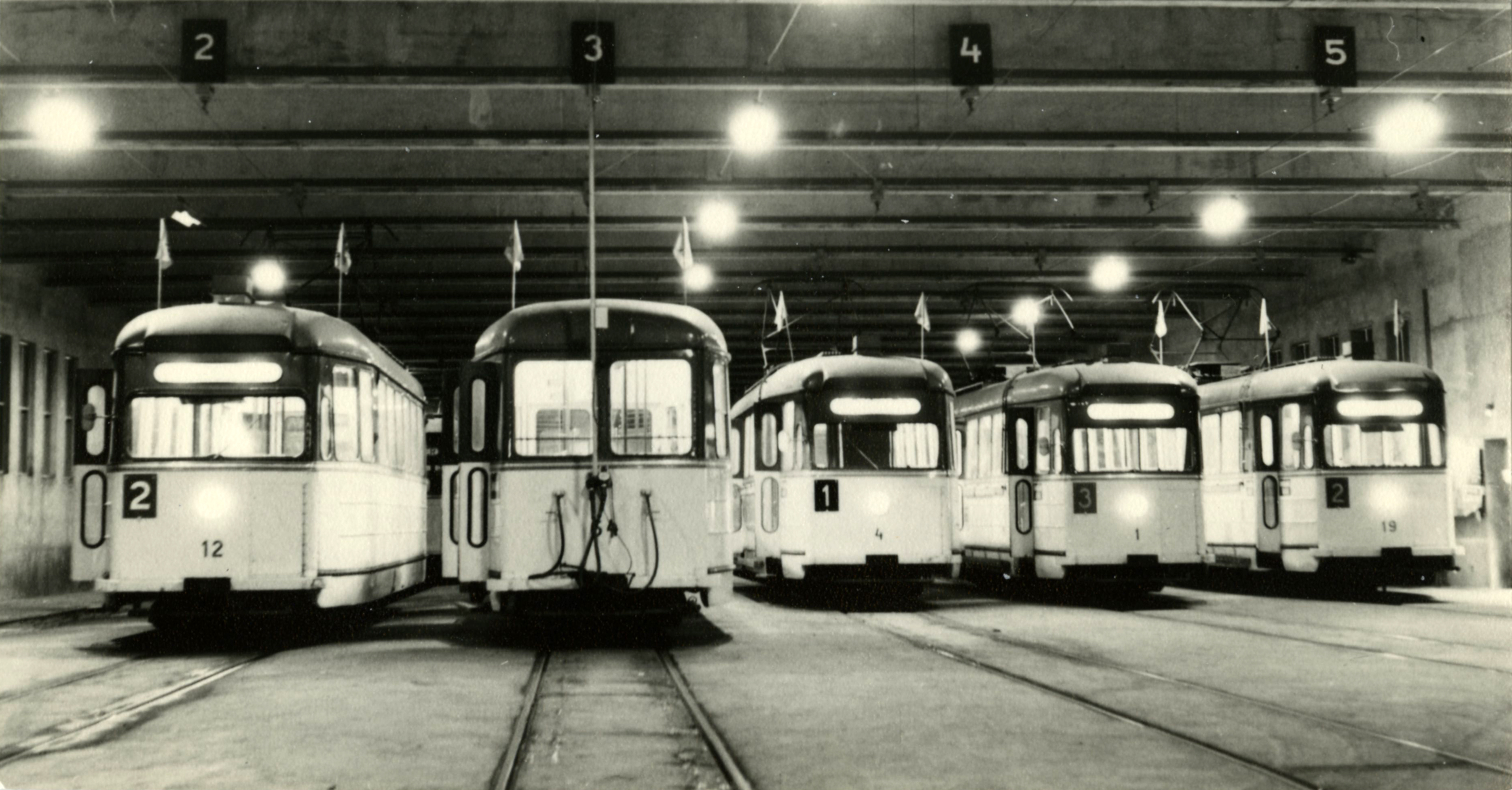
Trams bij nacht in de oude tramremise Dalsenget, die op 10 oktober 1956 is afgebrand; jaren vijftig.
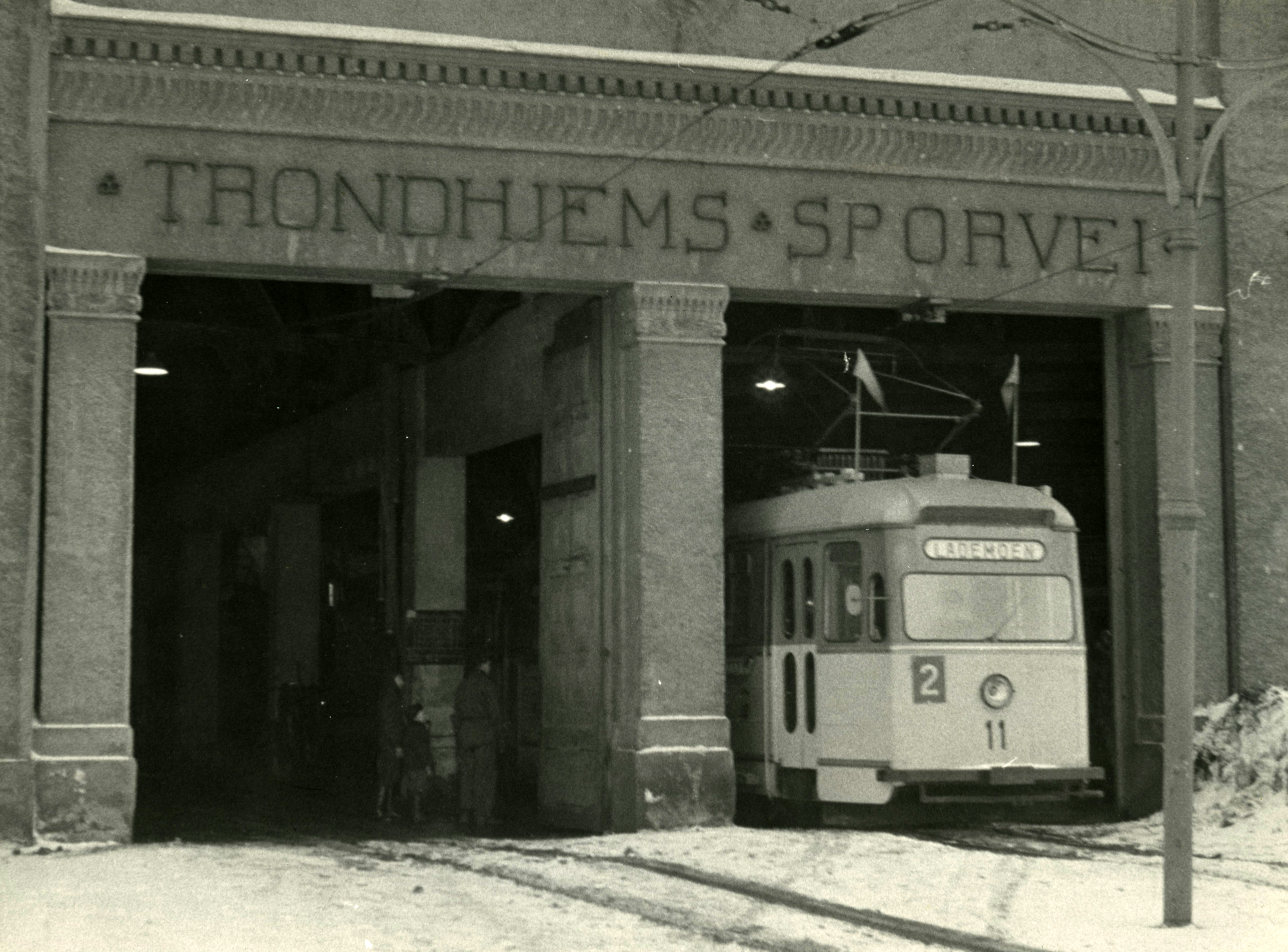
De oude tramremise Dalsenget, die op 10 oktober 1956 is afgebrand; jaren vijftig.
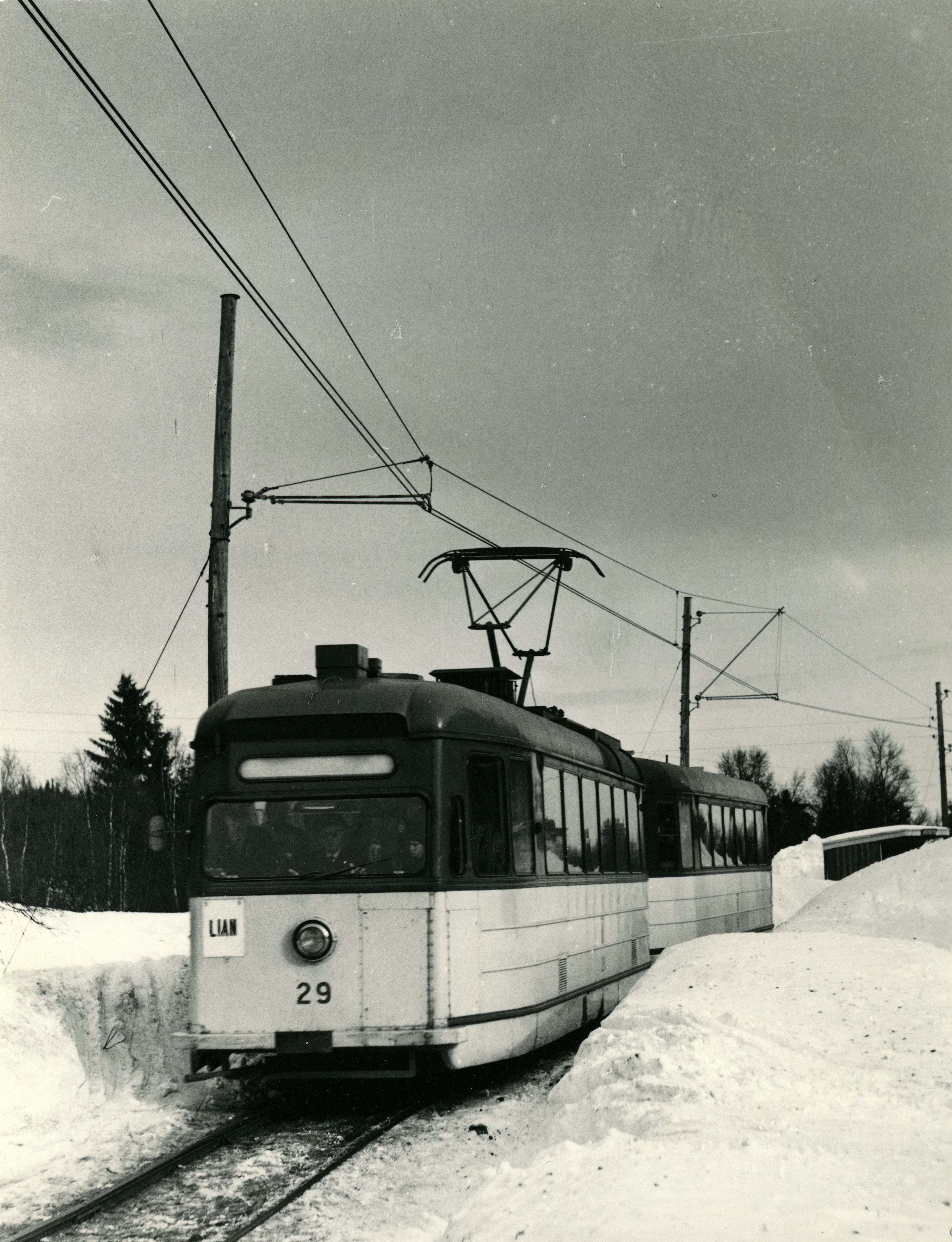
Motorwagen 29 van de Gråkallbanen; maart 1965.
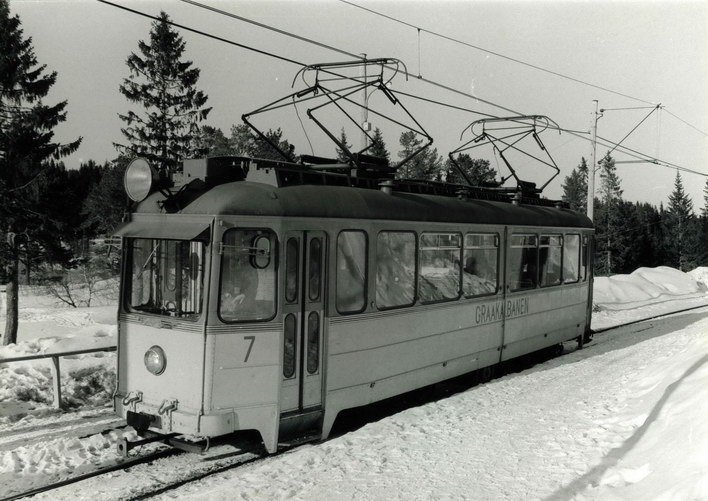
Motorwagen 7 (type Høka) van de Graakalbanen; 1981.
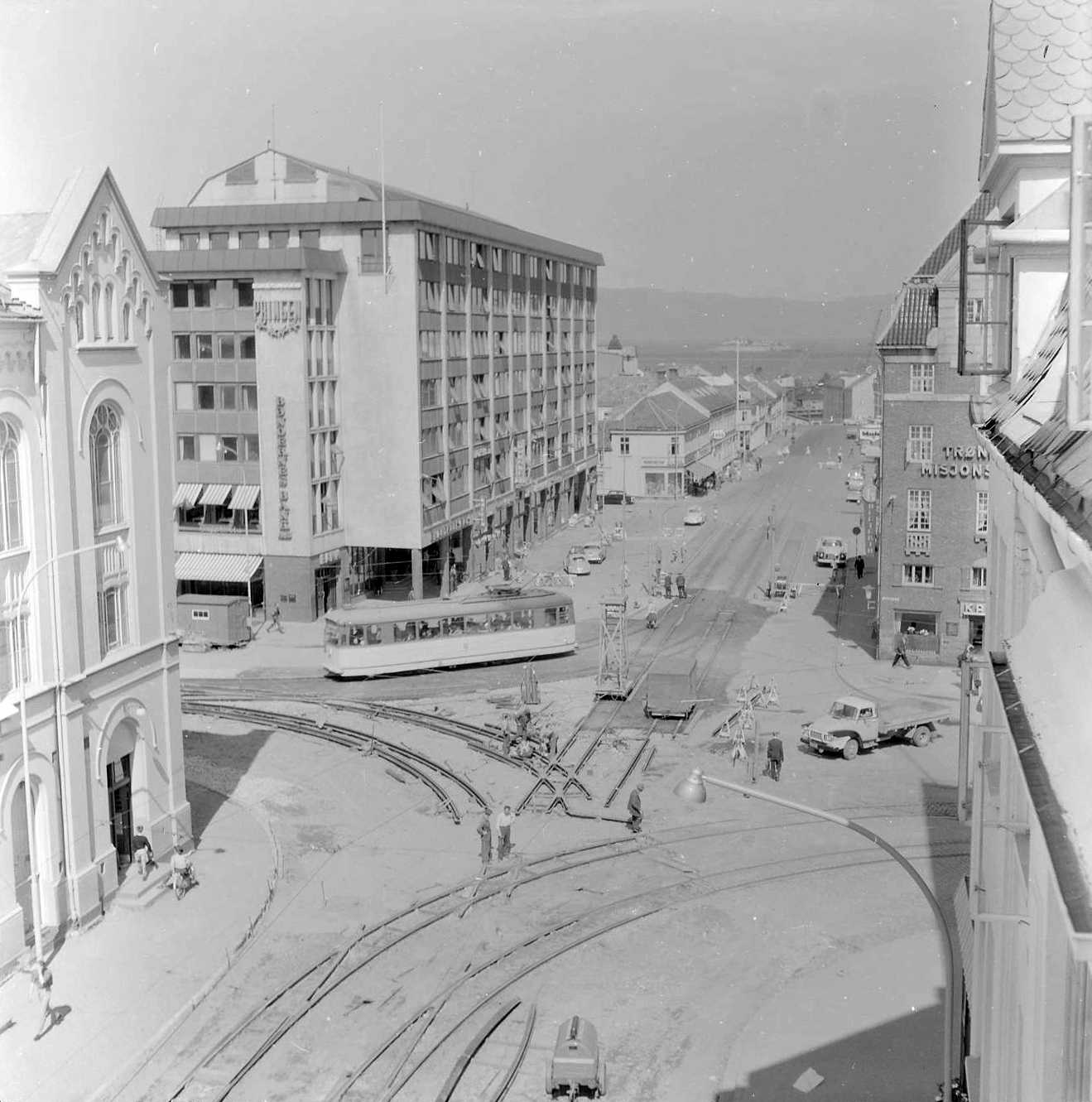
Spoorvernieuwing op Prinsenkrysset (Prinsenkruising); 1961.
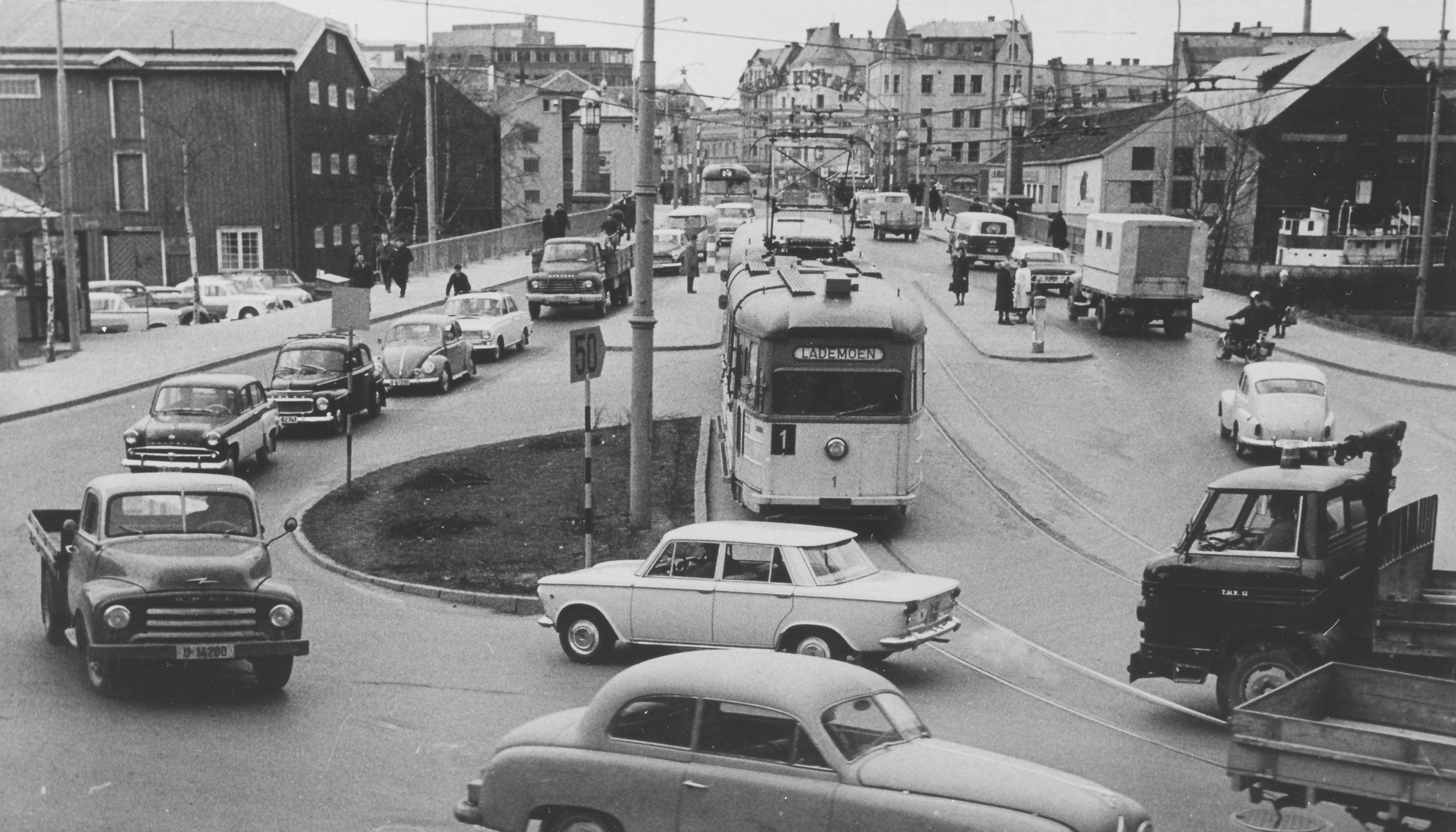
Tram te midden van het steeds drukker wordende autoverkeer; 1964.
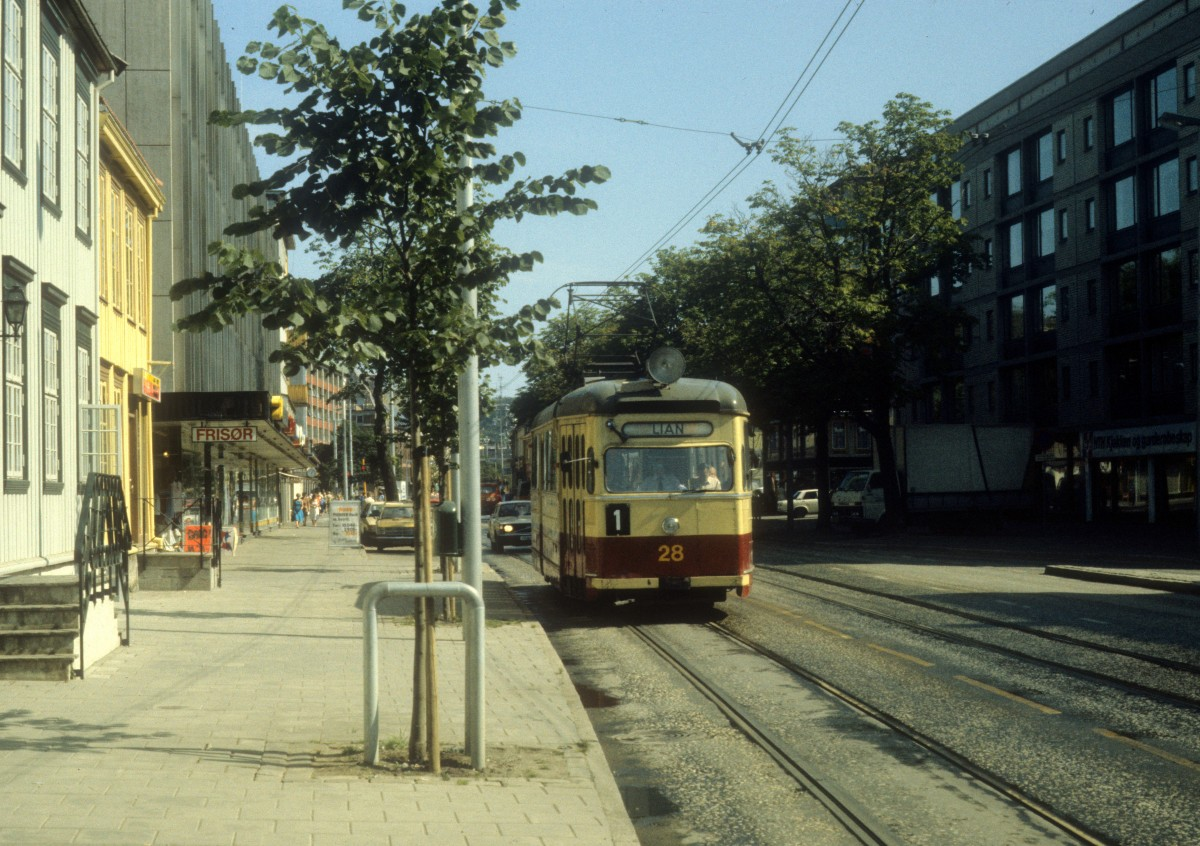
Motorwagen 28 van lijn 1 op de Kongens gate; 5 augustus 1982.
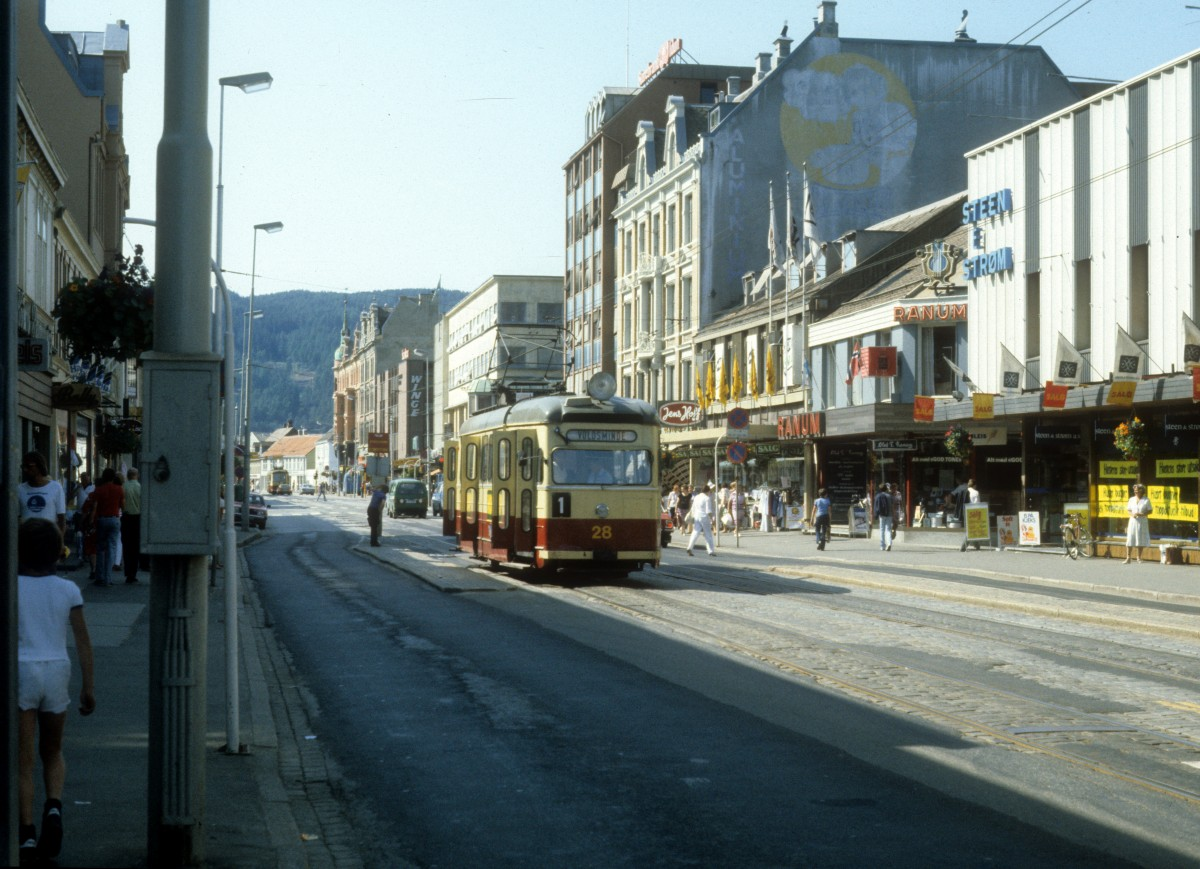
Motorwagen 28 van lijn 1 op de Olav Tryggvasons gate; 5 augustus 1982.
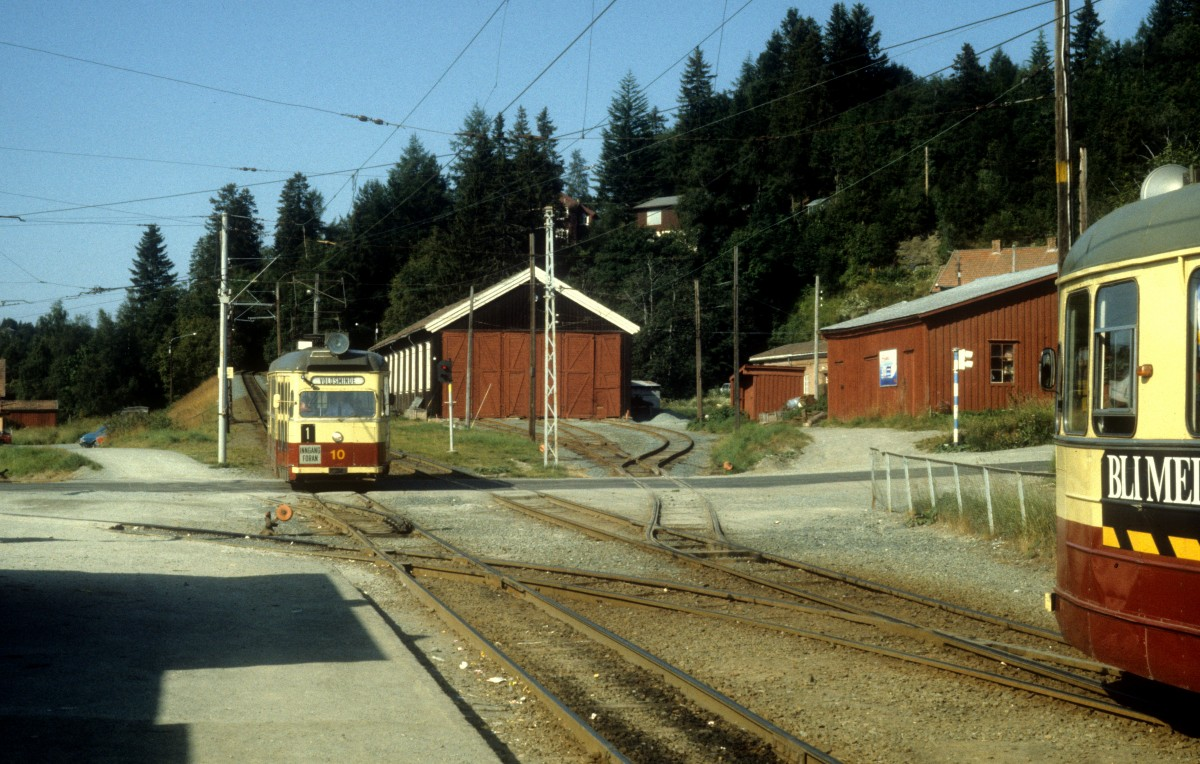
Motorwagen 10 van lijn 1 te Munkvoll; 5 augustus 1982.
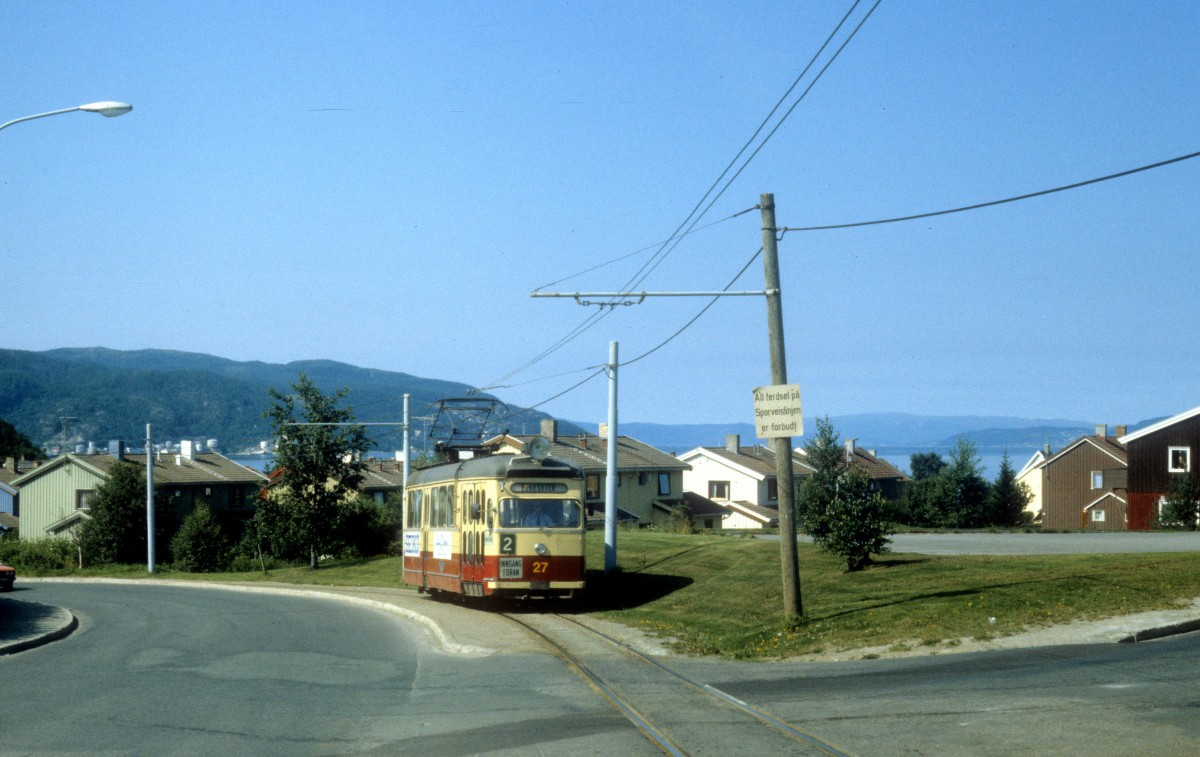
Motorwagen 27 van lijn 2 op de Olav Engelbrektssons alle; 5 augustus 1982.
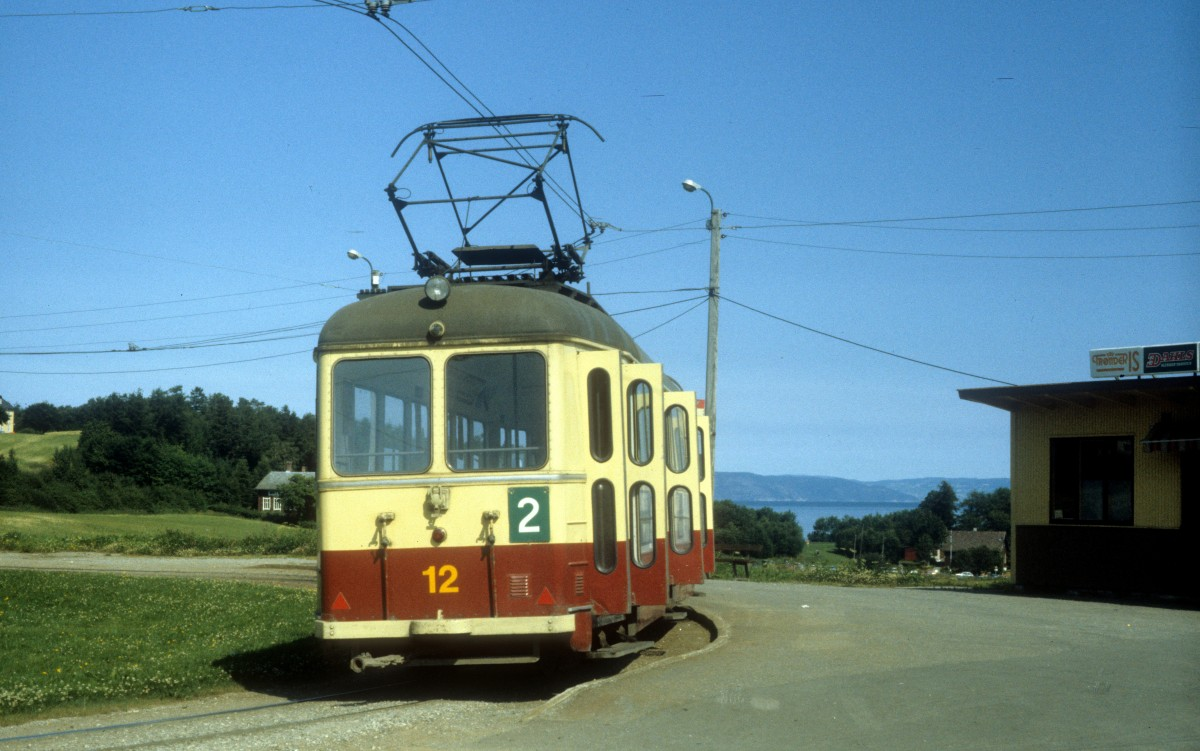
Motorwagen 12 van lijn 2 te Lade; 5 augustus 1982.
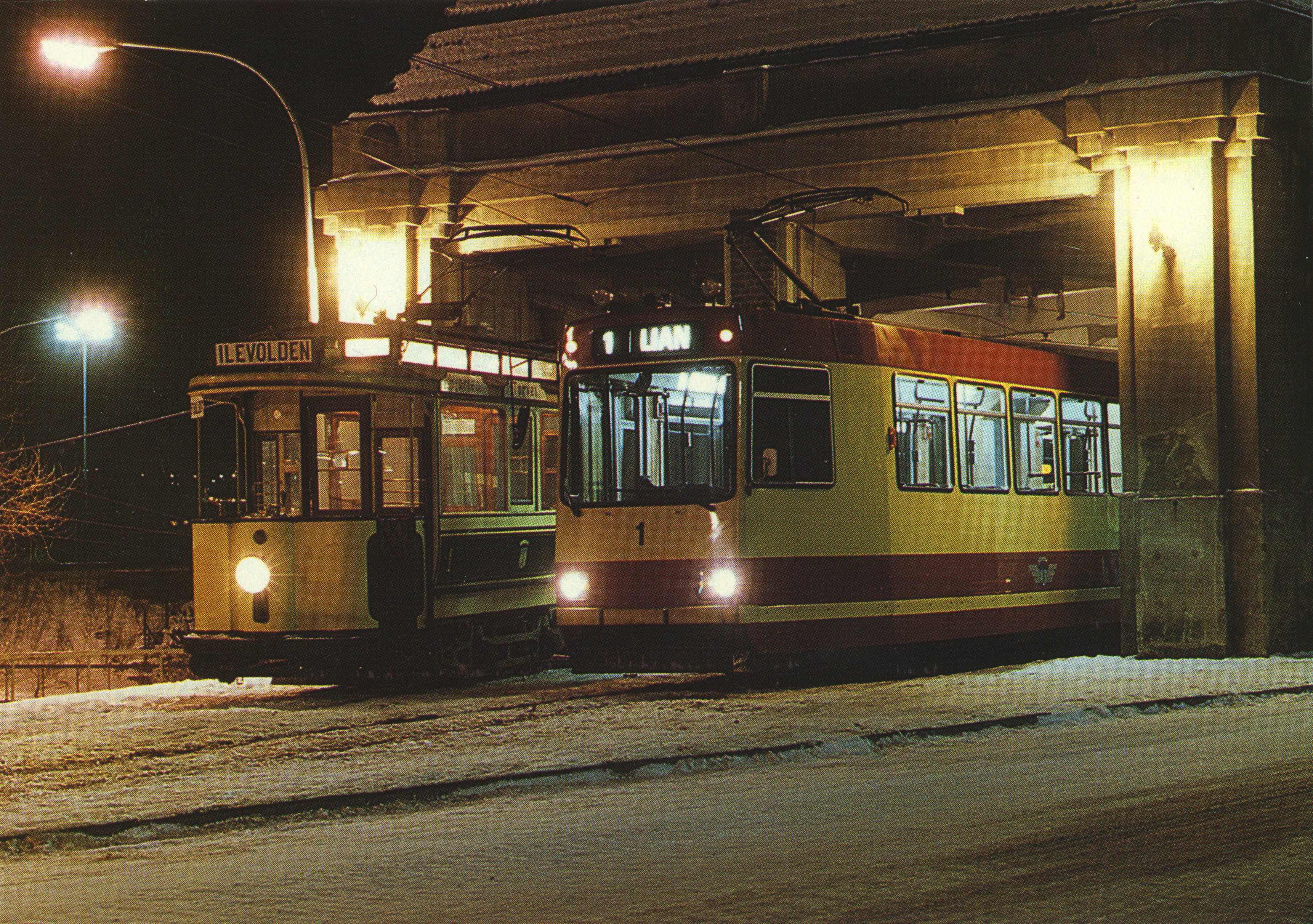
Motorwagen 1 uit 1903 (Skabo) en gelede wagen 1 uit 1984 (LHB), met een leeftijdsverschil van ruim tachtig jaar, voor de remise te Voldsminde; december 1987. De remise werd gesloten op 12 juni 1988.